# وجدي المشرقي
وجدي المشرقي هو لاعب كرة قدم تونسي الجنسية , من مواليد 5 يونيو 1991 و هو يلعب حاليا ضمن فريق النادي الإفريقي و يشغل خطة لاعب وسط ميدان و قد ولد وجدي المشرقي في تونس العاصمة و يبلغ طوله 183 سم .

## مسيرته
بدى اللاعب وجدي المشرقي مسيرته الكروية مع فريقه الأم النادي الإفريقي في موسم 2010/2011 و تحديدا في 26 ديسمبر 2010 و في أول موسم له تمكن اللاعب من تسجيل أول أهدافه مع الفريق ضد نادي حمام الأنف و برز في أدائه و مردوه الكبير مع الفريق في عدة مباريات . مما دفع المدرب فوزي البنزرتي إلى تشريكه للمرة الأولى في كأس الاتحاد الكونفدرالي الأفريقي لكرة القدم 2011 و قد أظهر مردودا مميزا . و لكن لسوء حظه لم يتوج النادي الإفريقي بتلك الكأس آنذاك و اكتفى بمركز الوصيف بعد هزيمته ضد المغرب الفاسي في النهائي بـركلات الجزاء . و لكنه واصل مشواره مع الفريق في البطولة حتى بعد تولي عبد الحق بن شيخة التدريب في موسم 2011/2012 ..

## إنجازاته
وصيف كأس الاتحاد الأفريقي لكرة القدم 2011 مع النادي الإفريقي .